# Variciacho
Variciacho war ein Volumen- und Getreidemaß in Dalmatien.
- 1 Variciacho = 1/8 Quarta = 10 Liter